# 李清泉 (1906年)
李清泉（1906年5月—1990年），男，河北定县人，中华人民共和国电机工程师，昆明工学院教授。长期从事计算机及自动化的教学和科研工作。曾任九三学社云南省委员会副主任委员、云南省政协常委、云南省人大代表。

## 生平
1929年毕业于法国格勒诺布尔大学，同年回国，任上海市公用局技正。1937年七七事变后赴云南省，历任昆明马街电解铜厂工程师，昆明电解化工厂总工程师，宜良52兵工厂动力所主任等职。1944年受聘于云南大学，1954年调至昆明工学院，历任电机系主任、采选系主任。1956年加入九三学社。